# Francesc Boix i Campo
Francesc Boix i Campo   (Barcelona, 14 d'agost de 1920 - París, 4 de juliol de 1951) fou un fotògraf català. Va passar a la història com el fotògraf de Mauthausen.

## Biografia
El seu pare era sastre al Poble-sec i a la rebotiga hi tenia un estudi fotogràfic que despertà l'afició del Francesc. A catorze anys, va entrar d'aprenent a la casa de fotografia Romagosa. Dos anys després, va treballar a la revista Juliol de les Joventuts Socialistes Unificades.
A la fi del 1937 es va incorporar a la 30a Divisió per combatre a la Guerra Civil espanyola a les zones del front d'Aragó i del Segre en el camp republicà. Els negatius de les fotografies que va fer en aquest període han estat digitalitzats i documentats per un equip de professionals de l'associació Fotoconnexió. Posteriorment, la Comissió de la Dignitat, propietària del fons fotogràfic, les va entregar a l'Arxiu Nacional de Catalunya el 14 de setembre de 2016.

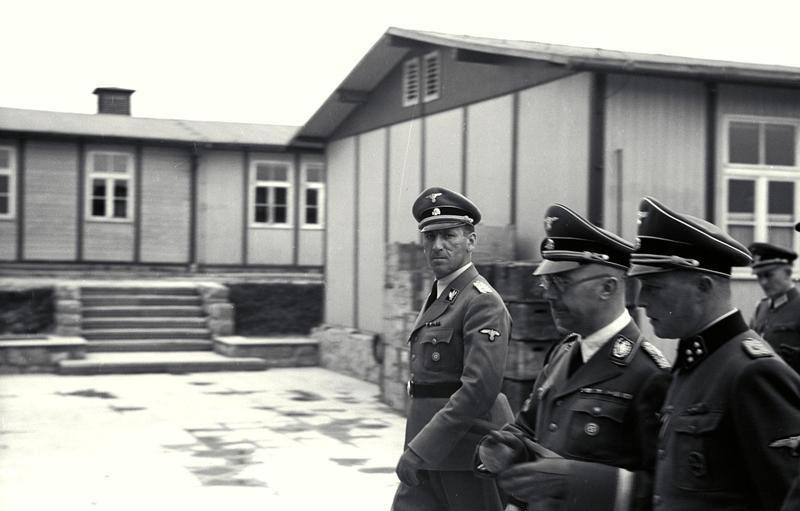
Ernst Kaltenbrunner amb Heinrich Himmler en una visita del Camp de concentració de Mauthausen, en una de les fotografies amagades per Boix que van servir de prova en els judicis de Nuremberg

Un cop acabada la guerra, a 19 anys, es va haver d'exiliar. Va passar pels camps de Vernet d'Arièja i Sètfonts. D'aquest últim va sortir cap al nord el setembre de 1939 juntament amb excombatents republicans enquadrats en la 28 Companyia de Treballadors estrangers. Al maig de 1940 les línies defensives franceses són destrossades per la Wehrmacht. Boix és capturat pels alemanys, passa per diversos camps i és conduït al camp d'extermini austríac de Mauthausen, juntament amb més de 7.000 republicans espanyols, on arriben el 27 de gener de 1941. Boix va rebre el número 5185.
En el camp, Boix és destinat a l'Erkennungsdienst (servei d'identificació del camp) gràcies als seus coneixements de fotografia. Oficialment era un laboratori fotogràfic destinat als retrats policials d'identificació dels presos, encara que en la pràctica es feien fotografies de morts per arma de foc, suïcidis, accidents, temes de natura mèdica i esdeveniments diversos del camp, com les visites d'alta jerarquia, per exemple les de Himmler i altres alts càrrecs de les SS. Les fotografies les feien els oficials de les SS amb una càmera Leica, mentre que Boix i els seus companys feien tasques de revelatge de negatius, còpies fotogràfiques i treballs d'arxiu. Amb la col·laboració d'altres presos, com el fotògraf tortosí Antoni Garcia Alonso que treballava a la mateixa oficina, van ordir un pla per a amagar i sostreure en secret del camp unes 20.000 fotografies i negatius. Per a fer això, es posaren en contacte amb un grup d'espanyols menors d'edat, anomenat kommando "Poschacher". Els joves sortien diàriament del camp per a treballar a una pedrera que portava aquest nom i, amb el temps van fer amistat amb Anna Pointner i les seves filles que vivien a la població de Mauthausen. Va ser Jacint Cortés, natural del Prat de Llobregat, i altres presos d'aquest kommando que li demanaren que amagués el paquet de fotografies i negatius que havien robat als SS al camp, cosa que Anna Pointner va fer amagant els documents al mur del jardí de casa seva.
Quan Mauthausen és alliberat, Boix se'n va a París. Hi fa conèixer algunes de les fotografies del camp de concentració a periòdics i revistes pròximes del Partit Comunista Francès. Ràpidament es van publicar a diversos semanaris i les autoritats franceses s'hi van interessar en veient que podia ser un testimoni de gran valor en els judicis contra els criminals de guerra que s'estaven preparant. Boix va ser el sol testimoni català dels judicis de Nuremberg i Dachau. Les fotografies de Boix van ser proves gràfiques que es van utilitzar per a demostrar els crims del genocidi nazi.
A París, Boix va treballar com a reporter gràfic en diverses publicacions, entre les quals L'Humanité, òrgan del PC francès. Va escriure un llibre sobre la seva estada a Mauthausen, que va titular Spaniaker, mot pejoratiu amb què es referien als espanyols alguns SS, i va fer arribar el manuscrit a l'escriptor André Wurmser. Quan en els setanta l'escriptora catalana Montserrat Roig es va interessar pel text, Wurmser li va indicar que l'havia deixat a Pierre Courtade, mort alguns anys després que Boix. Encara avui es desconeix on és aquest llibre.

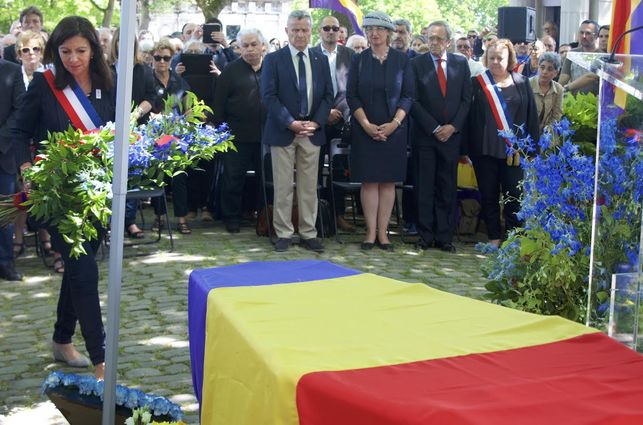
La batllessa de París Anne Hidalgo diposita unes flors als peus del taüt de Francesc Boix.

Va morir a París l'any 1951 d'insuficiència renal, malaltia que arrossegava de jove i agreujada durant el sojorn al camp. El 2017, les restes de Boix varen ser traslladades al Père-Lachaise, el principal cementiri de París, en una cerimònia presidida per la batllessa de la ciutat Anne Hidalgo. En l'acte, Marina Rossell hi va cantar L'emigrant i El cant dels ocells.

## Fons fotogràfic

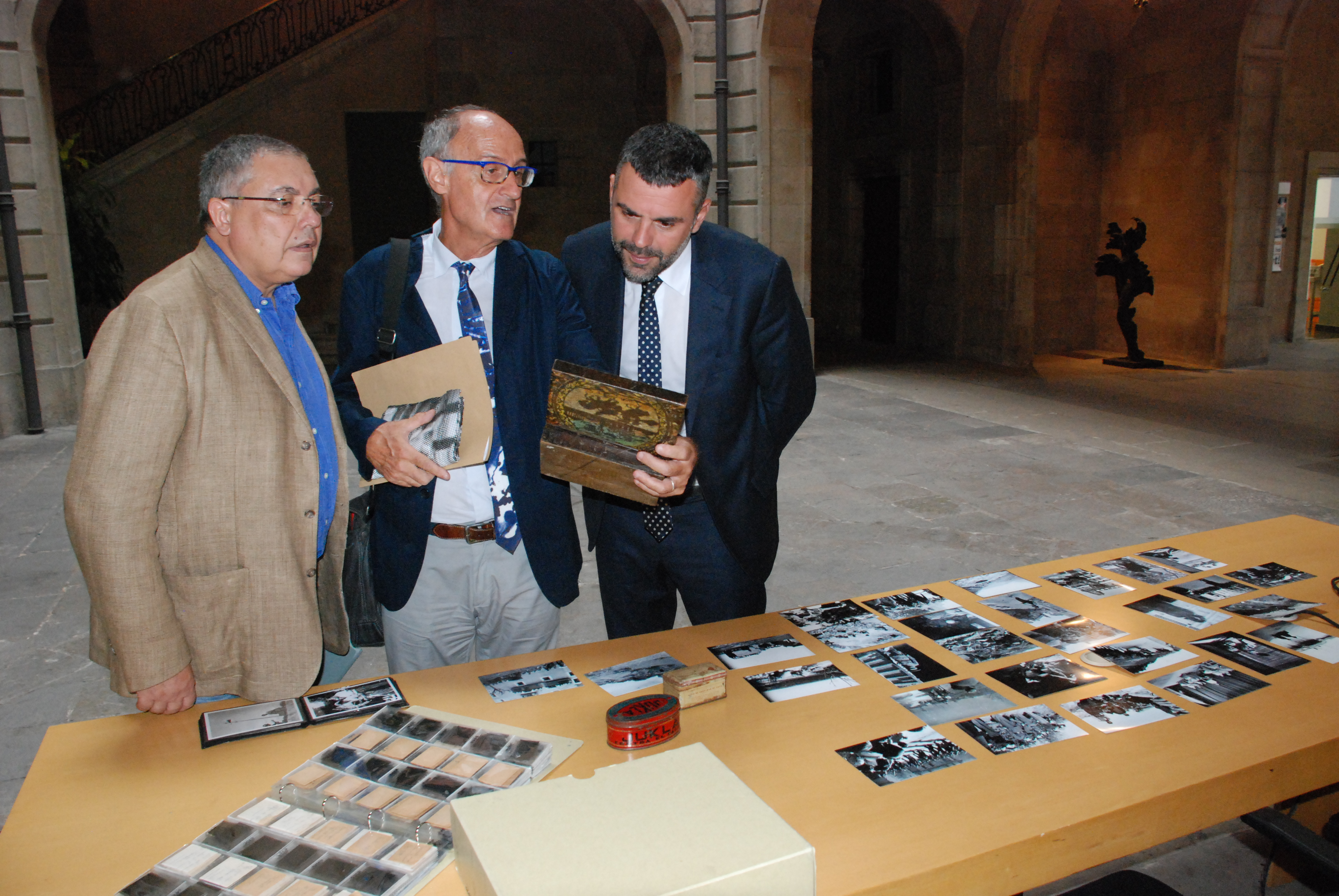
Acte de donació del Fons Boix a l'Arxiu Nacional de Catalunya.

L'any 2010, la casa de subhastes Soler i Llach va treure a la venda un fons d'autor desconegut que va atribuir al fotògraf Joan Andreu Puig Farran, amb un lot important de negatius de la Guerra Civil i de la II República, però la subhasta va quedar deserta. El conjunt estava integrat per un imprecís nombre de negatius, superior al miler, instal·lat en tres caixes, dues de metàl·liques i una de fusta.
L'any 2013, una pàgina de compra i venda per Internet va treure en subhasta el mateix fons fotogràfic. L'Arxiu Nacional de Catalunya en va tenir coneixement, assabentat per diferents col·laboradors, i un cop valorat el seu interès, el Departament de Cultura va intentar adquirir-lo. Mentrestant, membres de l'Associació Fotoconnexió, van localitzar el venedor del fons i van posar en coneixement de la Comissió de la Dignitat el valor testimonial del fons fotogràfic. Aquesta associació va adquirir el conjunt i es va suspendre la subhasta. L'adquisició es va fer amb l'objectiu que el fons fos lliurat a l'Arxiu Nacional de Catalunya.
La Comissió de la Dignitat va adquirir tres capses amb 1.371 negatius a un antiquari de Barcelona que provenien d'un col·lecionista de Perpinyà. Aquestes fotografies es van presentar als mitjans a principis de l'any 2013. Aproximadament la meitat del fons són imatges del front d'Aragó i del Segre fetes per Boix a la Guerra Civil. La resta de la documentació gràfica són imatges de Sitges, Barcelona i rodalíes fetes als anys 1930 que, al principi, es van atribuir a Bartomeu Boix, pare del fotògraf. Un estudi grafològic posterior va demostrar l'error i ara són d'autor desconegut. El conjunt dels dos fons fotogràfics, inicialment anomenat Fons d'Argelers, fou revelat, digitalitzat i documentat per Fotoconnexió i després cedit a l'Arxiu Nacional de Catalunya.
El fons està registrat a l'Arxiu Nacional de Catalunya com a Boix (Fotògrafs) amb el codi 1-1058. La descripció i les imatges digitalitzades de les 709 fotografies atribuïdes a Francesc Boix es poden consultar al cercador en línia de l'ANC.

## Obra dedicada
- Benito Bermejo, Francesc Boix, el fotògraf de Mauthausen, Barcelona, La Magrana, 2002, ISBN 9788482643854
- Llorenç Soler, Francesc Boix. Un fotògraf a l'infern (2000) documental.
- Montserrat Roig, Els catalans als camps nazis, Barcelona, Edicions 62, 2001, ISBN 9788429749694
- Joan Sella, Las dos guerras del fotógrafo Boix, Barcelona: RTVE de Catalunya, 2015 (documental)